# Una sporca poesia/Il canto del cigno
Una sporca poesia/Il canto del cigno è il primo singolo di Fiordaliso, pubblicato nel 1982 dalla Durium.

## Una sporca poesia
Una sporca poesia è un brano musicale composto da Pinuccio Pirazzoli e Franco Fasano su testo di Depsa, presentato nell'interpretazione di Fiordaliso al Festival di Sanremo 1982, dove viene eliminato dopo la prima esecuzione. È il primo brano inciso dalla cantante dopo la vittoria al Festival di Castrocaro. La copertina del disco è realizzata da Cesare Zucca.
Dopo il Festival esce un videoclip del brano. La cantante partecipa  a numerose trasmissioni tra cui  Discoring, l'Orecchiocchio, Domenica In, Tandem.

## Il canto del cigno
Il canto del cigno è il brano presente sul lato B del singolo, ed è stato scritto per la cantante da Zucchero Fornaciari per la parte musicale e Depsa per il testo.